# Plenjenje Konstantinopla
Plenjenje Konstantinopla se je zgodilo aprila 1204 in je pomenilo vrhunec četrte križarske vojne. Križarske vojske so zavzele, izropale in uničile dele Konstantinopla, takrat prestolnice Bizantinskega cesarstva. Po zavzetju mesta je bilo ustanovljeno Latinsko cesarstvo (Bizantincem poznano kot Frankokratia ali Latinska okupacija) in Balduin Flandrijski je bil v Hagiji Sofiji okronan za carigrajskega cesarja Balduina I.
Po oplenitvi mesta je bila večina ozemelj Bizantinskega cesarstva razdeljena med križarje. Bizantinski aristokrati so ustanovili tudi številne majhne neodvisne države, ena od njih je bilo Nikejsko cesarstvo, ki je leta 1261 ponovno zavzelo Konstantinopel in razglasilo ponovno vzpostavitev cesarstva. Vendar obnovljenemu cesarstvu nikoli ni uspelo povrniti svoje nekdanje ozemeljske ali gospodarske moči; sčasoma ga je zavzelo rastoče Osmansko cesarstvo z zavzetjem Konstantinopla leta 1453.
Bizantinsko cesarstvo je ostalo veliko revnejše, manjše in manj sposobno, da se brani pred seldžuškimi in osmanskimi osvajanji, ki so sledila; dejanja križarjev so tako neposredno pospešila propad krščanstva na vzhodu in dolgoročno pripomogla k olajšanju poznejših osmanskih osvajanj jugovzhodne Evrope.
Plenjenje Konstantinopla je velika prelomnica v srednjeveški zgodovini. Odločitev križarjev, da napadejo največje krščansko mesto na svetu, je bila brez primere in takoj kontroverzna. Poročila o križarskem ropanju in brutalnosti so zgrozila pravoslavni svet; odnosi med katoliško in pravoslavno cerkvijo so bili dolga stoletja zatem katastrofalno poškodovani in so se bistveno popravili šele v sodobnem času.

## Pred obleganjem
Pokol Latinov (italijansko Massacro dei Latini; grško Σφαγή τῶν Λατίνων), pokol rimskokatoliških ali "latinskih" prebivalcev Konstantinopla, ki ga je izvedel uzurpator Andronik Komnen in njegovi privrženci maja 1182 , je vplival na politične odnose med Zahodno Evropo in Bizantinskim cesarstvom ter privedel do oplenitve Soluna s strani Normanov. Čeprav so bili redni trgovinski sporazumi med bizantinsko in latinsko državo kmalu ponovno vzpostavljeni, so nekateri zahodnjaki iskali neko obliko maščevanja. Predhodno obleganje katoliškega Zadra pa je bil pomemben motiv za sporno maščevanje.
Po obleganju Konstantinopla leta 1203 je bil 1. avgusta 1203 pro-križarski branilec Aleksej IV. Angel okronan za cesarja Aleksija IV. Bizantinskega cesarstva. Poskušal je pomiriti mesto, vendar so pozneje istega meseca izbruhnili nemiri med protikrižarskimi Grki in Latinci, ki so bili naklonjeni križarjem, in so trajali do novembra, v tem času pa se je večina prebivalstva začela obračati proti njemu.
25. januarja 1204 je smrt socesarja Izaka II. sprožila nemire v Konstantinoplu, v katerem so ljudje odstavili Alekseja IV. Za pomoč se je obrnil na križarje, a ga je zaprl cesarski komornik Aleksej Dukas, ki se je 5. februarja razglasil za cesarja,  preden je 8. februarja z zadavljenjem usmrtil Alekseja IV. Cesar Aleksej V. se je nato poskušal pogajati s križarji za umik z bizantinskega ozemlja brez plačila, vendar so ga ti zavrnili, da bi se maščevali Alekseju IV. in prejeli obljubljeni denar. Marca 1204 sta se križarsko in beneško vodstvo odločila za dokončno osvojitev Konstantinopla, da bi poravnala dolgove, in sestavila uradni sporazum o razdelitvi Bizantinskega cesarstva med njimi.

## Obleganje
Do konca marca so združene križarske vojske oblegale Konstantinopel, ko je cesar Alekseje V. začel krepiti obrambo mesta, medtem ko je izvajal aktivnejše operacije zunaj mesta. V prvem tednu aprila so križarji začeli oblegati iz svojega tabora v mestu Galata čez Zlati rog.
9. aprila 1204 so križarske in beneške sile začele napad na utrdbe Zlatega roga s prečkanjem vodne poti do severozahodnega obzidja mesta, vendar so bile zaradi slabega vremena jurišne sile odgnane, ko so pristale čete padle pod močan lokostrelski ogenj na odprtem terenu med konstantinopelskimi utrdbami in obalo.

## Zajetje mesta
12. aprila 1204 so bile vremenske razmere križarjem končno naklonjene, saj se je vreme zjasnilo in ukazan je bil drugi napad na mesto. Močan severni veter je pomagal beneškim ladjam blizu Zlatega roga, da so se približale mestnemu obzidju, kar je napadalcem omogočilo, da so zasegli nekaj stolpov ob obzidju. Po kratkem boju je približno 70 križarjem uspelo vstopiti v mesto. Nekateri križarji so sčasoma uspeli izbiti dovolj velike luknje v obzidju, da se je skozi njih lahko priplazilo več vitezov naenkrat; Benečani so bili uspešni tudi pri prebijanju obzidja z morja, čeprav so bili izredno krvavi boji z Varjagi. Križarji so zavzeli del mesta Blachernae na severozahodu in ga uporabili kot oporišče za napad na preostali del mesta, vendar so med poskusom obrambe z ognjenim zidom na koncu požgali še večji del mesta. Cesar Aleksej V. je tisto noč pobegnil iz mesta skozi vrata Polyandriou (Rhegium) in pobegnil na podeželje na zahod.

## Oplenitev Konstantinopla
Križarji so tri dni ropali, terorizirali in vandalizirali Konstantinopel, med katerimi so bila ukradena ali uničena številna starodavna in srednjeveška rimska in grška dela. Slavne bronaste konje s hipodroma so poslali nazaj, da bi krasili pročelje bazilike svetega Marka v Benetkah, kjer so tudi ostali. Dela neizmerne umetniške vrednosti so bila poleg ukradenih uničena zgolj zaradi materialne vrednosti. Eno najdragocenejših del, ki je doživelo takšno usodo, je bil velik bronasti kip Herkula, ki ga je ustvaril legendarni Lizip, dvorni kipar Aleksandra Velikega. Tako kot mnoga druga neprecenljiva umetniška dela iz brona so tudi kip zaradi vsebine pretopili križarji.
Kljub prisegi in grožnji z izobčenjem so križarji sistematično kršili mestna svetišča in uničili ali ukradli vse, kar so lahko dosegli; nič ni bilo prizaneseno, niti grobnice cesarjev v cerkvi svetih apostolov. Civilno prebivalstvo Konstantinopla je bilo podvrženo neusmiljenemu poželenju križarjev po plenu in slavi; na tisoče jih je bilo hladnokrvno ubitih. Ženske, vključno z redovnicami, je posilila križarska vojska, ki je tudi oropala cerkve in samostane. Same oltarje teh cerkva so bojevniki razbili in iztrgali zlato in marmor. Čeprav so se Benečani ukvarjali tudi z ropanjem, so bila njihova dejanja veliko bolj zadržana. Zdelo se je, da je imel dož Dandolo še vedno veliko več nadzora nad svojimi možmi. Benečani so namesto brezobzirnega uničevanja okolice kot njihovi tovariši ukradli verske relikvije in umetniška dela, ki so jih kasneje odnesli v Benetke, da bi krasili svoje cerkve.
Rečeno je bilo, da je bila skupna vsota, ki so jo izropali iz mesta, približno 900.000 srebrnih mark. Benečani so prejeli 150.000 srebrnih mark, ki so jih plačali, križarji pa 50.000 srebrnikov. Nadaljnjih 100.000 srebrnih mark je bilo enakomerno razdeljenih med križarji in Benečani. Preostalih 500.000 srebrnih mark so na skrivaj hranili številni križarski vitezi. 

## Posledice
Po vnaprej dogovorjeni pogodbi (Partitio terrarum imperii Romaniae) je bilo cesarstvo razdeljeno med Benetke in voditelje križarske vojne, ustanovljeno je bilo Latinsko cesarstvo Konstantinopel. Bonifacij ni bil izvoljen za novega cesarja, čeprav se je zdelo, da ga imajo državljani za takega; Benečani so mislili, da ima preveč povezav z nekdanjim cesarstvom zaradi svojega brata Renierja Montferratskega, ki je bil poročen z Marijo Komneno, hčerko in nekaj časa navidezno naslednico Manuela I. Namesto tega so na prestol postavili Baldvina Flandrijskega. V Hagiji Sofiji je bil okronan za cesarja kot Baldvin I. Konstantinopelski  Bonifacij je nato ustanovil Solunsko kraljestvo[, vazalno državo novega Latinskega cesarstva. Benečani so ustanovili tudi vojvodino arhipelaga v Egejskem morju.
Večina bizantinske aristokracije je pobegnila iz mesta. Med navadnimi ljudmi nekdanjega cesarstva ni bilo simpatij do bizantinske elite, za katero je veljalo, da je cesarstvu vladala vse bolj nesposobno. Sodobni bizantinski zgodovinar in očividec Nicetas Choniates je svoje poročilo o padcu mesta zaključil z naslednjim opisom stebra aristokratskih beguncev, vključno s patriarhom, ki se je podala v Selimbrijo:
Kmetje in navadni razbojniki so se posmehovali tistim iz Bizanca in so bili dovolj debele glave, da so našo bedno revščino in goloto imenovali enakopravnost ... Mnogi so bili z veseljem sprejeli to ogorčenje, rekoč: »Blagoslovljen bodi Gospod, ki ga imamo obogateli« in za nič odkupili posest, ki so jo bili sokrajani prisiljeni ponuditi na prodajo, saj še niso imeli veliko opravka z govedojednimi Latinci in niso vedeli, da strežejo vino. tako čisto in nepomešano kot neponarejen žolč, niti da bi z Bizantinci ravnali s popolnim prezirom.— Nicetas Choniates
Bizantinski aristokratski begunci so ustanovili svoje lastne države naslednice, med katerimi so najbolj opazne Nikejsko cesarstvo pod Teodorjem Lascarisom (sorodnik Alekseja III.), Trapezundsko cesarstvo in Epirski despotat.
Plenjenje je oslabilo Bizantinsko cesarstvo, kar je omogočilo, da so sosednje skupine, kot je Sultanat Rum in pozneje osmanski Turki, pridobili vpliv.

## Zapuščina
Osemsto let po četrti križarski vojni je papež Janez Pavel II. dvakrat izrazil žalost zaradi dogodkov četrte križarske vojne. Leta 2001 je pisal atenskemu nadškofu Christodoulosu: »Tragično je, da so se napadalci, ki so si prizadevali zagotoviti prost dostop kristjanom do Svete dežele, obrnili proti svojim bratom po veri. Dejstvo, da so bili latinski kristjani navdaja katoličane z globokim obžalovanjem.« Leta 2004, ko je bil konstantinopelski patriarh Bartolomej I. na obisku v Vatikanu, je Janez Pavel II. vprašal: »Kako ne moremo na razdalji osmih stoletij deliti bolečino in gnus?« Nekateri so to obravnavali kot opravičilo grški pravoslavni cerkvi za pokol, ki so ga zagrešili bojevniki četrte križarske vojne.
Aprila 2004 je ekumenski patriarh Bartolomej I. v govoru ob 800. obletnici zavzetja mesta uradno sprejel opravičilo. »Duh sprave je močnejši od sovraštva«, je dejal med liturgijo, ki se je je udeležil rimskokatoliški nadškof Philippe Barbarin iz Lyona v Franciji. »S hvaležnostjo in spoštovanjem sprejemamo vašo prisrčno gesto za tragične dogodke četrte križarske vojne. Dejstvo je, da je bil tukaj v mestu pred 800 leti storjen zločin«. Bartolomej je dejal, da je njegovo sprejetje prišlo v duhu velike noči. »Duh sprave vstajenja ... nas spodbuja k spravi naših cerkva«.